# Touffreville-la-Cable
Touffreville-la-Cable település Franciaországban, Seine-Maritime megyében. Lakosainak száma 416 fő (2018. január 1.). Touffreville-la-Cable Anquetierville, Auberville-la-Campagne, La Frénaye, Port-Jérôme-sur-Seine, Triquerville és Villequier községekkel határos.

## Népesség
A település népessége az elmúlt években az alábbi módon változott:
| Lakosok száma | 125  | 130  | 188  | 269  | 335  | 386  | 400  | 398  | 411  | 416  |
|               | 1962 | 1968 | 1975 | 1982 | 1990 | 2008 | 2013 | 2015 | 2017 | 2018 |